# تل بندو
تل بندو مربوط به دوران پیش از تاریخ ایران، شهرستان رستم، ۷۰۰ متری جنوب جاده نور آباد به گچساران. این اثر در تاریخ ۲۵ اسفند ۱۳۷۹ با شمارهٔ ثبت ۳۲۸۱ به‌عنوان یکی از آثار ملی ایران به ثبت رسیده‌است.